# 东山香樟园站
東山香樟園站是一个位于中华人民共和国江苏省南京市江宁区土山路与花灣路交叉口，属于南京地铁5号线的地铁车站。

## 车站结构
東山香樟園站位于土山路与花灣路交叉口，沿土山路呈南北走向。为标准岛式站台地下两层车站。

### 楼层分布
| 地面 |                    | 出入口                                               |  |  |
| -1层 | 站厅               | 车站控制室、安检通道、检票口、自动售票机、金陵通服务 |  |  |
| -2层 |                    | █ 5号线 往方家营（神機營）                           |  |  |
|      | 岛式站台，左侧开门 |                                                      |  |  |
|      |                    | █ 5号线 往吉印大道（文靖路）                         |  |  |

## 出入口
東山香樟園站共设有3个出入口，均沿土山路两侧分布。
| 出口編號  | 出口指示 | 建議前往的目的地 | 照片 |
| --------- | -------- | ---------------- | ---- |
| 出口 · 1L |          |                  |      |
| 出口 · 2L |          |                  |      |
| 出口 · 3L |          |                  |      |

## 周边
- 南京土山机场